# گولکان کوجا
گولکان کوجا (انگلیسی: Gülcan Koca؛ زادهٔ ۴ سپتامبر ۱۹۹۰) بازیکن فوتبال اهل ترکیه است.
از باشگاه‌هایی که در آن بازی کرده‌است می‌توان به اشاره کرد.
وی همچنین در تیم ملی فوتبال زنان ترکیه بازی کرده‌است.